# Inocencio de Alaska
Inocencio de Alaska (en ruso: Иннокентий; 26 de agosto de 1797 - 31 de marzojul./ 12 de abril de 1879greg.), también conocido como Inocencio Metropolitano de Moscú, fue un ortodoxo ruso misionero sacerdote, luego el primer obispo y arzobispo ortodoxo en las Américas, y finalmente el Metropolitano de Moscú y Kolomna. Recordado por su trabajo misionero, erudición y liderazgo en Alaska y el Lejano Oriente ruso durante el siglo XIX, es conocido por sus habilidades como erudito, lingüista y administrador, así como por su gran fervor por su trabajo.
Como sacerdote misionero, llevó consigo a su esposa y familia. En estos territorios aprendió varios idiomas y dialectos de los pueblos indígenas. Escribió muchas de las primeras obras académicas sobre los pueblos nativos de Alaska, incluyendo diccionarios y gramáticas para sus idiomas para los cuales ideó sistemas de escritura; además, escribió obras religiosas en, y tradujo partes de la Biblia a, varios de estos idiomas, como el aleutiano o el yakuto. Sus libros fueron publicados a partir de 1840.

## Primeros años y educación
Inocencio nació como Ivan Evseyevich Popov (Иван Евсеевич Попов) el 26 de agosto de 1797, en el pueblo de Agínskoye, distrito de Verjoyansk, óblast de Irkutsk, en Rusia. Su padre, Evsey Popov, que servía en la iglesia local, falleció cuando Ivan tenía seis años, e Ivan vivió con su tío, el diácono parroquial, en Anga. En 1807, a la edad de 10 años, Ivan ingresó en el Seminario Teológico de Irkutsk, donde el rector lo renombró Veniamínov (literalmente, hijo de Benjamín) en honor al obispo recientemente fallecido Veniamín de Irkutsk.
En 1817, se casó con la hija de un sacerdote local llamada Catalina. El 18 de mayo de ese año, Ivan Veniamínov fue ordenado diácono de la Iglesia de la Anunciación en Irkutsk.
Después de completar sus estudios en 1818, Veniamínov fue nombrado maestro en una escuela parroquial. El 18 de mayo de 1821, fue ordenado sacerdote para servir en la Iglesia de la Anunciación en Irkutsk. En ruso era conocido como Padre Ioann, la forma religiosa tradicional de Iván.

## Ministerio en Alaska
A principios de 1823, el obispo Miguel de Irkutsk recibió instrucciones de enviar un sacerdote a la isla de Unalaska en las Islas Aleutianas de Alaska. El padre Ioann Veniamínov se ofreció como voluntario, y el 7 de mayo de 1823 partió de Irkutsk, acompañado por su anciana madre, su hermano Stefan, su esposa y su hijo, Inocencio, un bebé. Después de un difícil viaje de un año por tierra y agua, llegaron a Unalaska el 29 de julio de 1824.
Después de que el padre Ioann y su familia construyeran y se mudaran a una choza de tierra, comenzó a estudiar los idiomas y dialectos locales. Entrenó a algunos de sus nuevos feligreses en técnicas de construcción rusas. Con ellos emprendió la construcción de la Iglesia de la Santa Ascensión, que se terminó en julio del año siguiente.

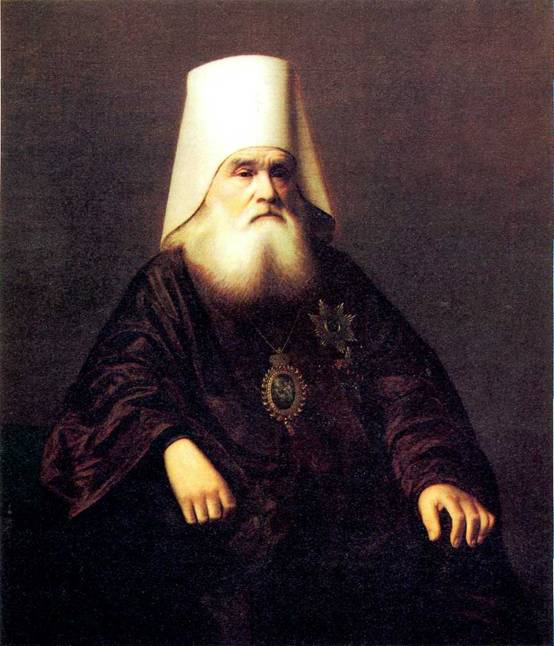
Inocencio como Metropolitano de Moscú.

La eparquía (equivalente ortodoxo de la diócesis) de Inocencio incluía la isla de Unalaska y los grupos vecinos de las islas Fox y Pribilof, ocupadas por indígenas que habían sido convertidos al cristianismo antes de su llegada, conservando aún muchas de sus creencias y costumbres religiosas. Ioann a menudo viajaba entre las islas en una canoa, navegando las turbulentas aguas del Golfo de Alaska.
A través de sus viajes por las islas, el padre Ioann Veniamínov se familiarizó con los dialectos locales. En poco tiempo dominó seis de los dialectos. Ideó un alfabeto utilizando letras cirílicas para el dialecto más utilizado, el dialecto unangax de aleutiano. En 1828, tradujo segmentos de la Biblia y otros textos eclesiásticos a ese dialecto. En 1829, viajó a la costa del mar de Bering del continente de Alaska y predicó allí.
En 1834 fue trasladado a la isla de Sitka, a la ciudad de Novoarkhangelsk, posteriormente llamada Sitka. Se dedicó a los tlingit y estudió su idioma y costumbres. A partir de sus estudios allí, escribió las obras académicas Notas sobre las lenguas kolushchan y kodiak Archivado el 15 de abril de 2010 en Wayback Machine. y Otros dialectos de los territorios ruso-americanos, con un glosario ruso-kolushchan.
En 1836, el padre Veniamínov emprendió un viaje pastoral hacia el sur, abarcando la región más meridional de la América rusa, desembarcando en Fort Ross, en el norte de California. Mientras estuvo allí, realizó un censo y llevó a cabo los sacramentos del matrimonio y el bautismo para la población rusa local, así como para los indígenas de la zona.

## Ministerio en Kamchatka

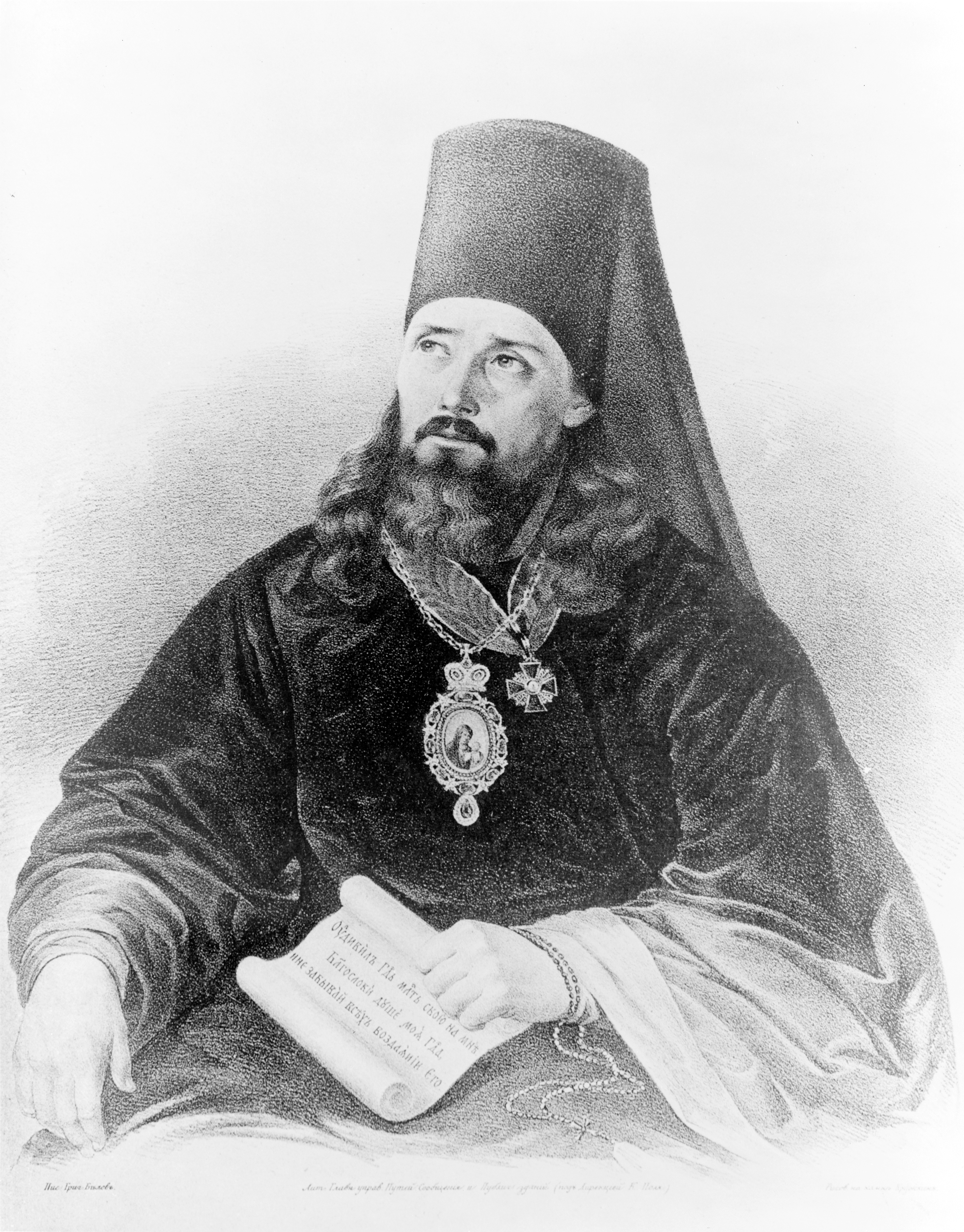
Retrato contemporáneo del obispo Inocencio.

En 1838, el padre Ioann viajó a San Petersburgo (donde el día de Navidad de 1839 fue ascendido a arcipreste). Debía reportar a Moscú y Kiev sobre sus actividades, y solicitar una expansión de las actividades de la Iglesia ortodoxa en la América rusa. Mientras estaba allí, recibió la noticia de que su esposa había fallecido durante su visita a Irkutsk. Solicitó permiso para regresar a su ciudad natal. En lugar de eso, los funcionarios de la iglesia sugirieron que tomara los votos como hieromonje. Al principio, el padre Ioann ignoró estas sugerencias, pero, el 29 de noviembre de 1840, fue ordenado con el nombre de Inocencio en honor a San Inocencio de Irkutsk, el primer obispo de Irkutsk (†1731, conmemorado el 26 de noviembre). Fue elevado al rango de archimandrita.
El 15 de diciembre de 1840, el archimandrita Inocencio fue consagrado obispo de Kamchatka y las Islas Kuriles en Rusia y las Islas Aleutianas en América rusa. Su sede estaba ubicada en Novoarkhangelsk (Sitka), a la cual regresó en septiembre de 1841. Pasó los siguientes nueve años administrando su eparquía y realizando varios viajes misioneros largos a sus áreas remotas.
El 21 de abril de 1850, el obispo Inocencio fue elevado a arzobispo. En 1852, el área de Yakutia fue admitida en la diócesis de Kamchatka. En septiembre de 1853, el arzobispo Inocencio se estableció permanentemente en la ciudad de Yakutsk. Inocencio realizó frecuentes viajes por toda su eparquía. Dedicó mucha energía a la traducción de las escrituras y los libros litúrgicos al yakuto.
En abril de 1865, el arzobispo Inocencio fue nombrado miembro del Santo Sínodo Gobernante de la Iglesia Ortodoxa Rusa.

## Metropolitano de Moscú
El 19 de noviembre de 1867, fue nombrado el Metropolitano de Moscú, sucediendo a su amigo y mentor, Filareto, quien había fallecido. Como metropolitano, emprendió revisiones de muchos textos eclesiásticos que contenían errores, recaudó fondos para mejorar las condiciones de vida de los sacerdotes empobrecidos y estableció un hogar de retiro para el clero.

## Muerte y legado

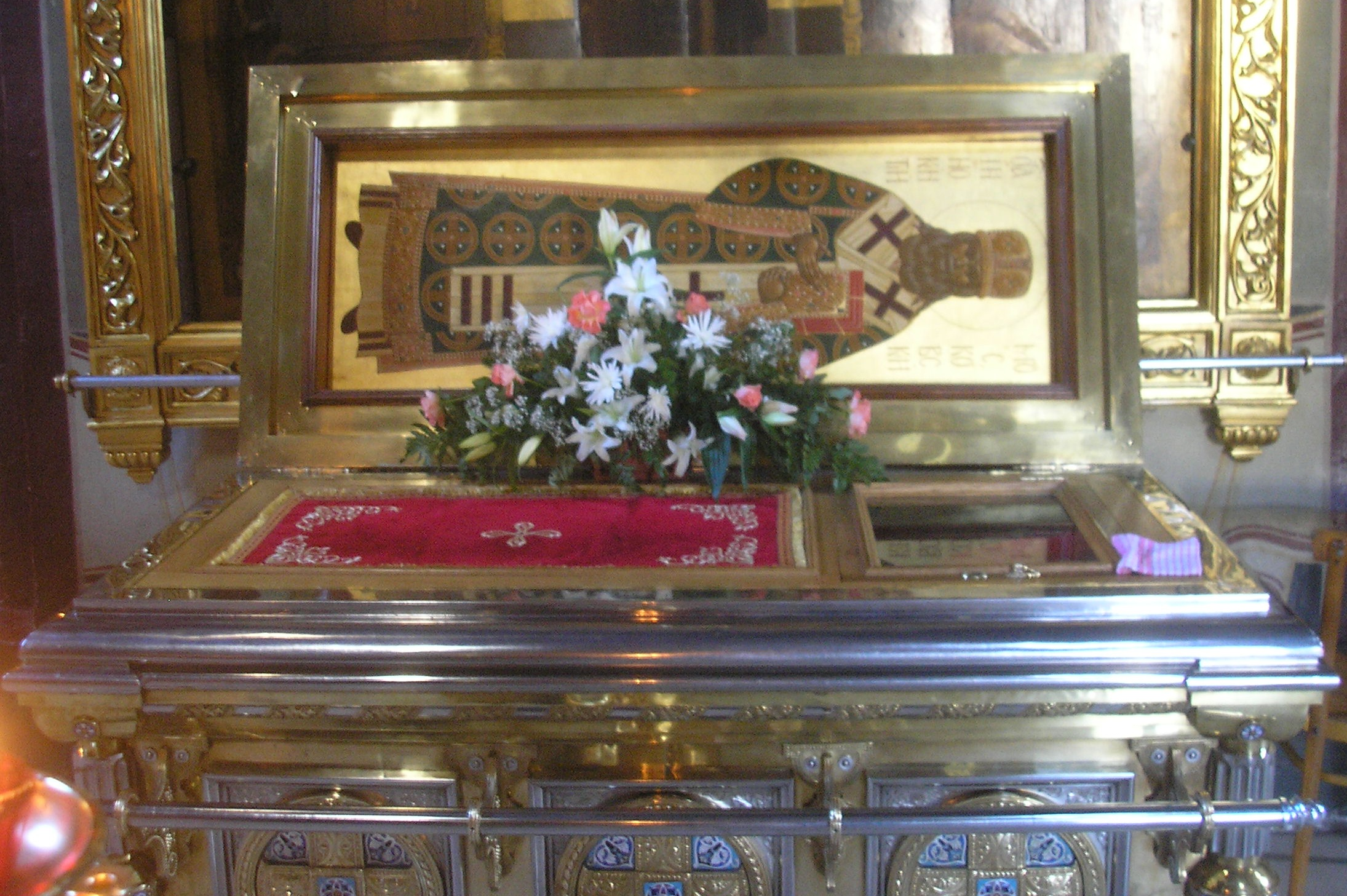
Las reliquias de San Inocencio de Alaska (relicario/ataúd en la parte inferior y su icono en la tapa abierta en la parte superior) en la Catedral de la Asunción en el Monasterio de la Trinidad-San Sergio en Sergiyev Posad, Rusia

Inocencio falleció el 31 de marzo de 1879. Fue enterrado el 5 de abril de 1879 en el Monasterio de la Trinidad y San Sergio, fuera de Moscú.

## Canonización
El 23 de septiembrejul./ 6 de octubre de 1977greg. la Iglesia ortodoxa rusa, siguiendo una solicitud oficial de la Iglesia ortodoxa en América, canonizó a Inocencio como un santo, dándole el título de "Iluminador de los aleutas, Apóstol de América".
El día de la festividad de Inocencio es celebrado por la Iglesia ortodoxa tres veces al año: el 31 de marzo, fecha de su fallecimiento según el calendario juliano (13 de abril en el nuevo estilo); el 6 de octubre, aniversario de su canonización (23 de septiembre en el estilo antiguo); y el 18 de octubre, la Sinaxis de los Jerarcas de Moscú (5 de octubre en el estilo antiguo).
Inocencio es ampliamente venerado con el epíteto Igual a los Apóstoles 
como el apóstol ortodoxo de América.
En el calendario litúrgico de la Iglesia Episcopal estadounidense, Inocencio es honrado con una festividad el 30 de marzo.

## Obras
En idioma aleutiano usando el dialecto oriental de las Islas Fox:
- Indicación del Camino hacia el Reino de los Cielos Archivado el 4 de abril de 2018 en Wayback Machine. - Imprenta Sinodal, Moscú, 1840, 1899, Consultado el 31 de enero de 2012
- Comienzos de la Enseñanza Cristiana y Breve Catecismo Cristiano (coautoría con el Padre Jacob Netsvetov) Archivado el 16 de noviembre de 2017 en Wayback Machine. - Imprenta Sinodal, San Petersburgo, 1840, 1893, Consultado el 31 de enero de 2012

En idioma aleutiano usando el dialecto occidental de la Isla Atka:
- Dos Sermones de la Iglesia de San Nicolás en Atka Archivado el 28 de agosto de 2017 en Wayback Machine. - Manuscrito de Atka, 1842, Consultado el 31 de enero de 2012

En idioma aleutiano usando el dialecto oriental de las Islas Fox, con notas al pie en el dialecto occidental de la Isla Atka:
- El Santo Evangelio Según San Mateo (traducción) Archivado el 10 de abril de 2018 en Wayback Machine. - Imprenta Sinodal, San Petersburgo, 1840, 1896, Consultado el 31 de enero de 2012

En ruso:
- Indicación del Camino hacia el Reino de los Cielos
- Notas sobre las islas del Departamento de Unalaska - СПб., 1840
- Notas sobre los aleutas - M., LIBROKOM, 2011
- Notas sobre los aleutas y kolushkas de Atka (kolújas, tlingits) - M., URSS, 2011
- Nota autobiográfica - M., 1886
- Discurso del Archimandrita Inocencio, conocido como Obispo de Kamchatka, Kuriles y Aleutianas, pronunciado el 13 de diciembre de 1840 - Lectura Cristiana. СПб., 1841